# Рора (Румунія)
Рора (рум. Rora) — село у повіті Муреш в Румунії. Адміністративно підпорядковане місту Сігішоара.
Село розташоване на відстані 225 км на північний захід від Бухареста, 38 км на південь від Тиргу-Муреша, 106 км на південний схід від Клуж-Напоки, 92 км на північний захід від Брашова.

## Населення
За даними перепису населення 2002 року у селі проживали 212 осіб. Рідною мовою 207 осіб (97,6%) назвали румунську.
Національний склад населення села:
| Національність | Кількість осіб | Відсоток |
| -------------- | -------------- | -------- |
| румуни         | 186            | 87,7%    |
| цигани         | 21             | 9,9%     |